# رابرت لیروی
 رابرت لیروی (انگلیسی: Robert LeRoy؛ زاده ۷ فوریهٔ ۱۸۸۵ درگذشته ۷ سپتامبر ۱۹۴۶) یک تنیس‌باز اهل ایالات متحده آمریکا بود.